# Liste der Straßennamen von Oberkotzau
Die Liste der Straßennamen von Oberkotzau bietet eine Übersicht über die Straßennamen des oberfränkischen Marktes Oberkotzau.
Neben dem Hauptort Oberkotzau gibt es den Ortsteil Fattigau. Autengrün, Haideck, Herrenlohe, Lerchenberg, Pfaffengrün und Wustuben sind Teile des Hauptortes Oberkotzau. Autengrün war vormals ein eigener Ortsteil. Seit dem 1. Dezember 1998 verfügen Autengrün und Fattigau über mehrere eigene Straßenbezeichnungen auf die in der Liste auch hingewiesen wird, vorher hatten diese Ortschaften lediglich Hausnummern.
Historisch ist der Hauptort Oberkotzau als Zusammenschluss der Dörfer Kotzau, Schwandewitz und Saaldorf entstanden. Das Zentrum von Kotzau bildete Burg und Kirche. Schwandewitz lag nördlich der Schwesnitz und Saaldorf westlich der Saale. Bei Autengrün gibt es mit einer bis Anfang des 17. Jahrhunderts bestehenden Siedlung Graumbühl und dem bis zum Anfang des 20. Jahrhunderts bewohnten Einzelhof Erbsbühl Hinweise auf Wüstungen.
Viele Straßen sind als Verbindungsstraßen nach den großen und kleinen Nachbarorten benannt, andere Straßenbezeichnungen gehen auf Flurnamen zurück oder orientieren sich an natürlichen Begebenheiten. Gerade im Ortskern beziehen sich Straßennamen auf markante Gebäude, wie Kirche, Schloss oder Rathaus. Weitere Straßenbezeichnungen greifen Regionen der Heimatvertriebenen auf, die sich nach Kriegsende im Ort ansiedelten. Besonders systematisch angelegte Baugebiete haben auch bezüglich der Straßennamen ein gemeinsames Thema, wie Berge des Waldsteinzuges bzw. des Fichtelgebirges, berühmte Physiker, Pioniere der Luftfahrt, Dichter oder Komponisten. Die Ehrung von berühmten Luftfahrtpionieren würdigt auch Pionierleistungen in der Konstruktion von Fluggeräten in Oberkotzau am Anfang des 20. Jahrhunderts und ist Ausdruck der Begeisterung verschiedener Zeppelinüberquerungen, u. a. auch durch Kapitän Georg Hacker. Neben dem überregional bekannten Dichter Jean Paul wurden als lokale Persönlichkeiten der Fabrikant Lorenz Summa und der Gemeindeobersekretär und Chronist Heinrich Lörner mit einem Straßennamen geehrt.
| Name/Jahr der Benennung/Geoposition | Namensherkunft | Lage | Bild |
| ----------------------------------- | --- | --- | ---- |
| Albert-Einstein-Straße              | Albert Einstein, Teil mehrerer nach Physikern benannter Straßen im Süden des Hauptortes. | Wohnstraße, 10 km/h, 171 m |      |
| Alter Bierweg                       | In Fattigau wurde ortsgeschichtlich sehr früh Bier gebraut. | Straße im Ortsteil Fattigau |      |
| Am Anger                            | Flurbezeichnung | Straße im Ortsteil Fattigau |      |
| Am Bühlig                           | Flurbezeichnung | Wohnstraße, 30 km/h, 233 m |      |
| Am Hügel                            | | Kurze Stichstraße parallel zur Hochstraße, Wohnstraße |      |
| Am Langen Holz                      | Flurbezeichnung Langes Holz für den westlich gelegenen Wald | Straße im ehemaligen Ortsteil Autengrün |      |
| Am Rathaus                          | Zentrale Straße mit dem Rathaus | Die Straße war früher Teil der Bahnhofstraße. Wohnstraße, 193 m |      |
| Am Saaleschlößchen                  | Saaleschlößchen, markantes Gebäude, inzwischen abgerissen | |      |
| Am Schützenplatz                    | Straße am Schützenplatz | Wohnstraße, 363 m |      |
| Am Wendler                          | Flurbezeichnung, die Ansiedlung bestand zunächst aus nur einem Haus, vielleicht deuten die Ursprünge auf die Wenden, die sich nahe Rittergütern niederließen. | Weiler |      |
| An der Galgenleite                  | Die Galgenleite deutet auf einen früheren Richtplatz hin. Oberkotzau verfügte über die Hochgerichtsbarkeit, auch wenn der Standort des Galgens unbekannt ist. | Wohnstraße, 153 m, Weiler |      |
| An der Heide                        | | Name für einen Einzelhof zwischen Breiter Staude und An der Galgenleite, Weiler |      |
| An der Veida                        | Flurbezeichnung, Veida bezeichnet den angrenzenden Kotzauer oder auch Döhlauer Berg. | |      |
| Autengrün                           | Autengrün | Das ehemalige Dorf Autengrün war ein separater Ortsteil im Westen des Hauptortes in Richtung Konradsreuth. |      |
| Autengrüner Straße                  | Verbindungsstraße nach Autengrün | Verbindungsstraße nach Autengrün, vorher Schulstraße, geht in Autengrün in die Oberpferdter Straße über |      |
| Baderstraße                         | Unter der Hausnummer 69 befand sich lange Zeit eine Baderstube. | Wohnstraße, 298 m |      |
| Bahndamm                            | Bahndamm | |      |
| Bahnhofstraße                       | Die Straße führt zum Bahnhof Oberkotzau. | Die Bahnhofstraße zweigt von der Pfarrstraße ab. 160 m |      |
| Baugenossenschaftsstraße            | Baugenossenschaft | Wohnstraße, 227 m |      |
| Beethovenstraße                     | Ludwig van Beethoven, Teil mehrerer nach Komponisten benannter Straßen | Wohnstraße, 250 m |      |
| Bergstraße                          | Berg | Wohnstraße, 297 m |      |
| Birkenweg                           | Birken | Wohnstraße, 223 m |      |
| Breite Staude                       | Flurbezeichnung | Auffahrt, 393 m |      |
| Brunnenstraße                       | In der Straße befand sich früher ein alter Brunnen. | 137 m |      |
| Bürgerstraße                        | Erste Gemeindehäuser, die 1920 mit Steuergeldern von Bürgern finanziert wurden. | 205 m |      |
| Carl-Orff-Straße                    | Carl Orff, Teil mehrerer nach Komponisten benannter Straßen | Wohnstraße, 328 m |      |
| Döhlauer Berg                       | Der angrenzende Döhlauer Berg wird auch als Kotzauer Berg oder Veida bezeichnet. | Wohnstraße, 286 m |      |
| Eichendorffstraße                   | Joseph von Eichendorff, Teil mehrerer nach Dichtern benannter Straßen im Nordwesten des Hauptortes. | Wohnstraße mit Auffahrt, 244 m |      |
| Eppenreuther Weg                    | Eppenreuth | Wohnstraße, 534 m |      |
| Epprechtsteinweg                    | Epprechtstein, Teil mehrerer nach markanten Bergen des Fichtelgebirges benannter Straßen. | Wohnstraße, 30 km/h, 219 m |      |
| Fabrikstraße                        | Die Straße war Standort mehrerer großer Fabriken. | Wohnstraße mit Brücke; 787 m |      |
| Fattigau                            | Fattigau | Ortsteil von Oberkotzau, Dorf |      |
| Felsenweg                           | Der Weg ist nach der felsigen Bodenbeschaffenheit am Berghang benannt. | Der Felsenweg zweigt als Sackgasse vom Steinweg ab. Wohnstraße, 152 m |      |
| Finkenweg                           | Finken | Wohnstraße, 184 m |      |
| Fletschenreutherstraße              | Verbindungsstraße nach Fletschenreuth | Straße im Ortsteil Fattigau |      |
| Flurweg                             | | |      |
| Friedhofstraße                      | Die Friedhofstraße führt am heutigen Friedhof mit der Friedhofskapelle vorbei. | Wohnstraße 289 m |      |
| Galgenleite                         | Die Galgenleite deutet auf einen früheren Richtplatz hin. Oberkotzau verfügte über die Hochgerichtsbarkeit, auch wenn der Standort des Galgens unbekannt ist. | Wohnstraße, 153 m |      |
| Gartenstraße                        | Garten – 1927 in "offener Bauweise" angelegt | 185 m |      |
| Georgenstraße                       | Alte Straßenbezeichnung, möglicherweise nach einem früheren Anwohner | schmale Gasse, 126 m |      |
| Goethestraße                        | Johann Wolfgang von Goethe, Teil mehrerer nach Dichtern benannter Straßen im Nordwesten des Hauptortes. | Wohnstraße, 639 m |      |
| Haideck                             | Haideck | ehemaliger Ortsteil von Oberkotzau, Weiler (Nr. 1–5) bzw. Einöde (Nr. 6, 7 und 8) |      |
| Haidecker Straße                    | Verbindungsstraße nach Haideck, hieß vor 1953 Hochstraße | |      |
| Hasenheide                          | Der Straßenzug entstand 1935 Jahren im Zuge des Wohnungsbaus für Arbeiter, der von dem Fabrikanten Markus initiiert wurde. Es handelte sich um Mitglieder des Kaninchenzuchtvereins.                                                                                                 | |      |
| Hauptstraße                         | Die Straße ist die Hauptstraße durch den Ortsteil Fattigau. | Die Hauptstraße ist Teil der Staatsstraße 2177 im Ortsteil Fattigau und heißt in der Verlängerung Schwarzenbacher Straße, dann Hofer Straße. |      |
| Heidberg                            | Der Heidberg ist ein Berg vor Ort. | Straße im Ortsteil Fattigau |      |
| Heinrich-Lörner-Straße              | Georg Heinrich Lörner (1870–1944), Obersekretär der Gemeinde und Ortschronist – Autor der sogenannten Lörner-Chronik | |      |
| Heinrich-von-Kleist-Straße          | Heinrich von Kleist, Teil mehrerer nach Dichtern benannter Straßen im Nordwesten des Hauptortes. | Kurze Stichstraße abzweigend von der Goethestraße. |      |
| Hermann-Hesse-Straße                | Hermann Hesse, Teil mehrerer nach Schriftstellern benannter Straßen im Nordwesten des Hauptortes. | Kurze Stichstraße abzweigend von der Goethestraße. |      |
| Hermann-Köhl-Straße                 | Hermann Köhl, Teil mehrerer nach Pionieren der Luftfahrt benannter Straßen im Süden des Hauptortes. | |      |
| Hermann-Löns-Straße                 | Hermann Löns, Teil mehrerer nach Schriftstellern benannter Straßen im Nordwesten des Hauptortes. | |      |
| Hermann-Oberth-Straße               | Hermann Oberth, Teil mehrerer nach Pionieren der Luftfahrt benannter Straßen im Süden des Hauptortes. | Die kurze Straße biegt von der Wernher-von-Braun-Straße ab und mündet auch wieder in sie ein. |      |
| Herrenlohe                          | Herrenlohe | ehem. Ortsteil von Oberkotzau, Einöde |      |
| Hiefensteig                         | | Fußweg zwischen Frankenbrücke und Döhlauer Berg |      |
| Hochstraße                          | Aufgrund ihrer Höhe als Hochstraße bezeichnet. Sie hieß vor ihrem Ausbau 1953 Feldstraße. | Die Hochstraße ist die oberste von drei parallel verlaufenden Straßen am Fuße des Kotzauer Berges. |      |
| Hofer Straße                        | Verbindungsstraße nach Hof | Die Hofer Straße ist Teil der Staatsstraße 2177, sie geht in die Schwarzenbacher Straße über und ist die Hauptstraße im Ortsteil Fattigau. |      |
| Holzwiese                           | Der Weg führt zu einer Wiese im Wald. | Straße in Autengrün |      |
| Immanuel-Kant-Straße                | Immanuel Kant, Philosoph, Teil mehrerer nach Schriftstellern benannter Straßen im Nordwesten des Hauptortes. | Kurze Stichstraße abzweigend von der Goethestraße. |      |
| Jahnstraße                          | Turnvater Friedrich Ludwig Jahn | |      |
| Jean-Paul-Straße                    | Jean Paul, Dichter aus der Region. Auch der Jean-Paul-Weg führt durch den Ort. | |      |
| Kautendorfer Straße                 | Frühere Verbindungsstraße nach Kautendorf | Durch Änderungen des Straßenverlaufs ist die Kautendorfer Straße nur noch ein Teilstück, in ihrer Funktion wurde sie von der Neuen Kautendorfer Straße abgelöst. |      |
| Kirchstraße                         | Die Kirchstraße führt seitlich an der Jakobuskirche vorbei. | Die Kirchstraße verbindet den Marktplatz mit der Fabrikstraße. |      |
| Kolpingweg                          | Adolph Kolping, katholischer Priester, der sich in sozialen Fragen engagierte. | Der Weg befindet sich in unmittelbarer Nähe der katholischen Kirche St. Antonius. |      |
| Konradsreuther Straße               | Straße in Richtung Konradsreuth, der Verkehr nach Konradsreuth fließt allerdings über andere Straßen, z. B. über die Autengrüner Straße. Der ursprüngliche Verbindungsweg über Martinsreuth nach Konradsreuth hat für den Verkehrsfluss keine Bedeutung mehr.                        | |      |
| Kornbergweg                         | Kornberg, Teil mehrerer nach markanten Bergen des Fichtelgebirges benannter Straßen. | |      |
| Kösseinestraße                      | Kösseine, Teil mehrerer nach markanten Bergen des Fichtelgebirges benannter Straßen. | |      |
| Krummer Weg                         | Ursprünglich ein Feldweg, der wegen seiner Krümmung schon so genannt wurde und ab 1936 in den Siedlungsbau einbezogen wurde. | |      |
| Kümmeltärknweg                      | Kümmeltärkn war der Name eines örtlichen Stammtisches mit dem Stammlokal Strößner. | Früher Teil der Reuthstraße, seit Bau der Frankenbrücke Fußweg (ohne Hausnummern). |      |
| Lerchenberg                         | Lerchenberg | ehem. Ortsteil von Oberkotzau, Einöde |      |
| Lerchenweg                          | | |      |
| Lilienthalstraße                    | Otto Lilienthal, Teil mehrerer nach Pionieren der Luftfahrt benannter Straßen im Süden des Hauptortes. | |      |
| Lindberghstraße                     | Charles Lindbergh, Teil mehrerer nach Pionieren der Luftfahrt benannter Straßen im Süden des Hauptortes. | |      |
| Lorenz-Summa-Straße                 | Lorenz Summa, Fabrikant | |      |
| Luisenburgstraße                    | Luisenburg, Teil mehrerer nach markanten Bergen des Fichtelgebirges benannter Straßen. | |      |
| Marktplatz                          | Marktplatz, zentraler Platz des Ortes – als Hinweis auf seine historische Bedeutung als Warenumschlagplatz, ziert den Platz der Sautreiberbrunnen, der Viehhandel war ein wichtiger Wirtschaftsfaktor                                                                                | |      |
| Max-Planck-Straße                   | Max Planck, Teil mehrerer nach Physikern benannter Straßen im Süden des Hauptortes. | |      |
| Mühlberg                            | Straße bei der Angermühle, eine Wassermühle bzw. ein Sägewerk | |      |
| Mühlstraße                          | Straße bei der Angermühle, eine Wassermühle bzw. ein Sägewerk | |      |
| Neue Kautendorfer Straße            | Verbindungsstraße nach Kautendorf | |      |
| Nußhardtweg                         | Nußhardt, Teil mehrerer nach markanten Bergen des Fichtelgebirges benannter Straßen. | |      |
| Oberpferdter Straße                 | Verbindungsstraße nach Oberpferdt, einem Ortsteil von Konradsreuth | Straße in Autengrün, sie ist die Verlängerung von Autengrüner Straße und Schulstraße |      |
| Ochsenkopfweg                       | Ochsenkopf, Teil mehrerer nach markanten Bergen des Fichtelgebirges benannter Straßen. | |      |
| Ostpreußenstraße                    | Ostpreußen, Teil mehrerer nach Heimatregionen von Vertriebenen benannter Straßen. | |      |
| Oststraße                           | Die seit 1952 bestehende Straße ist nach ihrer östlichen Lage im Ort benannt. | Die Oststraße zweigt als Sackgasse vom Steinweg ab. |      |
| Otto-Hahn-Straße                    | Otto Hahn, Teil mehrerer nach Physikern benannter Straßen im Süden des Hauptortes. | |      |
| Parnitzweg                          | Die Parnitz ist ein Bach, der in die Saale mündet. Parnitz leitet sich ab vom Altsorbischen Parnica und bedeutet Schlammbach oder Sumpfbach. | Straße im Ortsteil Fattigau |      |
| Pfaffengrün                         | Pfaffengrün | gehört eigentlich nach Schwarzenbach an der Saale, aber wenige Häuser befinden sich auf Oberkotzauer Flur, Weiler |      |
| Pfaffengrüner Straße                | Verbindungsstraße nach Pfaffengrün | |      |
| Pfarrstraße                         | Pfarrhaus | Die Pfarrstraße führt zum Marktplatz, sie entstand mit dem Bau der Pfarrbrücke 1928/29. |      |
| Plärrer                             | Plärrer, mittelalterlicher Handelsplatz – Den Platz ziert ein vereinfachtes Modell des Ortes als Erinnerung an die Überschwemmungen durch die Saale und Informationstafeln zur Hochwasserfreilegung.                                                                                 | Platz an der Hofer Straße |      |
| Pommernstraße                       | Pommern, Teil mehrerer nach Heimatregionen von Vertriebenen benannter Straßen. | |      |
| Porschnitzweg                       | Porschnitz, ein Bach der bei Oberkotzau in die Saale einmündet. Porschnitz leitet sich ab vom Altsorbischen Poršnica und bedeutet Staubbach. | |      |
| Regerstraße                         | Max Reger, Teil mehrerer nach Komponisten benannter Straßen | |      |
| Reuthstraße                         | Flurbezeichnung – Der Straßenname deutet auf siedlungsgeschichtliche Rodungstätigkeit in diesem Bereich hin. | Die Reuthstraße geht im Norden am Fuß des Kotzauer Berges entlang in Richtung Moschendorf und Döhlau. Im Süden ist führt heute die Verbindung zur Ortsmitte über die Veitastraße, vor dem Bau der Frankenbrücke gehörte auch der Kümmeltärknweg, der heute ein Fußweg ist, zu dieser Straße. Das Haus Nr. 25 ist so abgelegen, dass es eine Einöde darstellt. |      |
| Ringsiedlung                        | Eine ringförmige Straße, die 1950 angelegt wurde. | Am oberen Ende der Schulstraße abzweigendes ringförmiges Wohngebiet |      |
| Robert-Bosch-Straße                 | Robert Bosch, Teil mehrerer nach Physikern benannter Straßen im Süden des Hauptortes. | |      |
| Saalegäßchen                        | Das Saalegäßchen ist eine kurze Stichstraße, die von der Hofer Straße zur Saale hin abzweigt. Ihren Namen trägt sie seit 1953. | |      |
| Saalestraße                         | Die Saalestraße ist eine kurze Stichstraße, die von der Hofer Straße zur Saale hin abzweigt. | |      |
| Sandweg                             | | Verbindung zwischen Am Bühlig und der Brunnenstraße, Wohnstraße |      |
| Schaumberg                          | Schaumberg, Berg am Untreusee | |      |
| Scheibenstraße                      | Flurbezeichnung Scheibe | |      |
| Schillerstraße                      | Friedrich Schiller, Teil mehrerer nach Dichtern benannter Straßen im Nordwesten des Hauptortes. | |      |
| Schlesierstraße                     | Schlesier, Teil mehrerer nach Heimatregionen von Vertriebenen benannter Straßen. | |      |
| Schloßparkstraße                    | Hinter dem Schloss Oberkotzau befand sich ursprünglich eine Parkanlage. | |      |
| Schloßstraße                        | Die Straße ist nach dem dort befindlichen Schloss Oberkotzau benannt. Sie hieß zwischenzeitlich Rehauer Straße und erhielt 1953 ihren alten Namen zurück. | Die Schloßstraße verbindet Marktplatz und Haidecker Straße. |      |
| Schneebergstraße                    | Schneeberg, Teil mehrerer nach markanten Bergen des Fichtelgebirges benannter Straßen. | |      |
| Schulstraße                         | An der Schulstraße befindet sich die Grund- und Mittelschule Oberkotzau. Die Straße war vor 1945 nach Adolf Hitler benannt. | Die steil bergauf führende Straße geht in die Autengrüner Straße und dann in die Oberpferdter Straße über. |      |
| Schützenstraße                      | Bei der Schützenstraße befinden sich Schützenplatz, Schützenheim und Schießplatz. | Die Schützenstraße zweigt von der Schwarzenbacher Straße ab. |      |
| Schwarzenbacher Straße              | Die Straße führt nach Schwarzenbach an der Saale. Sie hieß vor 1953 allerdings Schützenstraße. | Die Schwarzenbacher Straße ist Teil der Staatsstraße 2177, sie ist vorher Hofer Straße und ist anschließend die Hauptstraße im Ortsteil Fattigau. |      |
| Schwarzer Weg                       | Der Weg war früher Teil des umfangreichen Güter- und Rangierbahnhofes und war von der gebrochenen Schlacke der Dampfloks schwarz gefärbt. Die dort gelegene Schwarze Brücke trägt davon ihren Namen. Der Weg selbst hatte vor 1953 keinen eigenen Namen.                             | Weg, der von Hofer Straße geteilt wird, im oberen Teil als Sackgasse endet, im unteren Teil zum Gealan-Parkplatz führt. |      |
| Schwingenbühl                       | Der Weg führt in Richtung Schwingen, einem Ortsteil von Schwarzenbach an der Saale. | Straße im Ortsteil Fattigau |      |
| Siehrweg                            | Flurbezeichnung | Straße im Ortsteil Fattigau |      |
| Sonnengäßchen                       | Die Straße ist nach dem dortigen ehemaligen Gasthof zu Sonne benannt. | |      |
| St.-Antonius-Straße                 | Heiliger Antonius, Schutzpatron der katholischen Kirche St. Antonius | Die St.-Antonius-Straße führt von der Goethestraße zur katholischen Kirche. |      |
| Steinweg                            | Der Steinweg ist ein früherer Hohlweg ins Nachbardorf Döhlau. Der Name deutet auf die steinige Bodenbeschaffenheit in Hanglage hin. | Der Steinweg zweigt von der Neuen Kautendorfer Straße ab und führt nach Döhlau. |      |
| St.-Veit-Straße                     | Flurbezeichnung – St. Veit deutet auf das Vorhandensein einer ehemaligen Kapelle mit dem Schutzpatron Sankt Veit hin, deren Standort nur ungefähr bekannt ist. Veita ist außerdem die Bezeichnung für den angrenzenden Veitaberg, der auch Döhlauer oder Kotzauer Berg genannt wird. | |      |
| Sudetenstraße                       | Sudeten, Teil mehrerer nach Heimatregionen von Vertriebenen benannter Straßen. | |      |
| Uhlandstraße                        | Ludwig Uhland, Teil mehrerer nach Dichtern benannter Straßen im Nordwesten des Hauptortes. | Sackgasse an der Konradsreuther Straße |      |
| Untere Hasenheide                   | Der Straßenzug entstand in den 1930er Jahren im Zuge des Wohnungsbaus für Arbeiter, der von dem Fabrikanten Markus initiiert wurde. | Die Untere Hasenheide ist die Verbindung von Neuer Kautendorfer Straße und der höher gelegenen Hasenheide. |      |
| Veitaberg                           | Veita bezeichnet den angrenzenden Kotzauer oder auch Döhlauer Berg. Die Straße hieß vor 1953 Flurstraße. | |      |
| Veitastraße                         | Veita bezeichnet den angrenzenden Kotzauer oder auch Döhlauer Berg. | |      |
| Von-Kotzau-Straße                   | Die von Kotzau waren ein reichsfreies Rittergeschlecht und später eine freiherrliche Linie der Hohenzollern. | |      |
| Wagnerstraße                        | Richard Wagner, Teil mehrerer nach Komponisten benannter Straßen | |      |
| Waldsteinstraße                     | Waldstein, Teil mehrerer nach markanten Bergen des Fichtelgebirges benannter Straßen. | |      |
| Wartstraße                          | Flurbezeichnung, die auf die Existenz einer Warte hindeutet. Als Flurnamen bestehen die Vordere Wart und die Hintere Wart. | |      |
| Wernher-von-Braun-Straße            | Wernher von Braun, Teil mehrerer nach Pionieren der Luftfahrt benannter Straßen im Süden des Hauptortes. | |      |
| Westendstraße                       | Westend, die Straße entstand 1930 als westliche Bebauungsgrenze. | |      |
| Wustuben                            | Wustuben | ehem. Ortsteil von Oberkotzau, Weiler |      |
| Zeppelinstraße                      | Ferdinand von Zeppelin, Teil mehrerer nach Pionieren der Luftfahrt benannter Straßen im Süden des Hauptortes. | |      |
| Ziegeleistraße                      | Die Straße war Standort von Ziegeleien. | Die Ziegeleistraße verbindet Hofer Straße und Schaumberg. |      |
| Ziegelhüttenweg                     | Hier lag früher der Zugang zu diversen Felsenkellern der Bauern. Die Eingänge zu den Kellern waren aus Ziegeln gefasst. | |      |